# Aanaval Mothiram
Aanaval Mothiram er en indisk film fra 1990 af G. S. Vijayan.

## Medvirkende
- Sreenivasan som C.I James Pallithara
- Suresh Gopi som S.I Nandakumar (Nandu)
- Sara as Sruthi
- Saranya Ponvannan som Annie
- Gavin Packard som Alberto Fellaini
- Jagathi Sreekumar som Chellappan
- Karamana Janardanan Nair som Home Minister Ramachandran Nair
- Riza Bava som Commissioner Sajith Kumar